# Estrecho de Kalmar
El estrecho de Kalmar (en sueco: Kalmarsund) separa la isla de Öland (conectada a la provincia de Småland por el puente de Öland, en Kalmar)  de la parte continental de Suecia. El estrecho tiene unos 180 km de longitud y un ancho de entre 3 y 15 km.
En la parte norte del estrecho se encuentra la pequeña isla granítica Blå Jungfrun, uno de los parques nacionales de Suecia.

## Prehistoria
Las áreas a lo largo del estrecho de Kalmar tienen evidencias de asentamientos del Neolítico y la Edad del Bronce; por otra parte, los pueblos mesolíticos cruzaron el estrecho sobre un puente de hielo en el Holoceno temprano cuando los glaciares comenzaron a retirarse de Öland. Un lugar donde hay primeros asentamientos mesolíticos en la isla de Öland es Alby, cuyos habitantes emigraron a través del estrecho de Kalmar aproximadamente 6000 aC, y establecieron uno de los más pueblos más antiguos conocidos del Mesolítico en Europa del Norte.

## Referencias

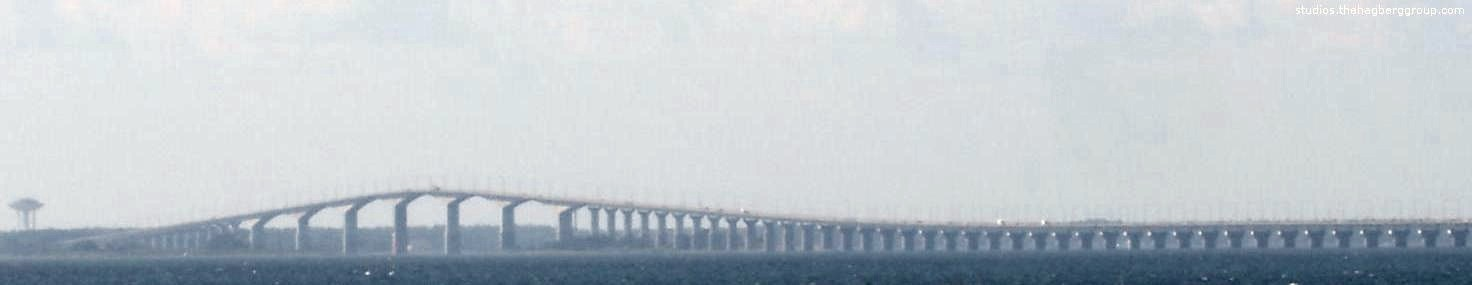
Puente de Öland, visto desde Öland.